# 450 Park Avenue
450 Park Avenue (ook Franklin National Bank Building) is een kantoorgebouw in Midtown Manhattan in New York. Het gebouw telt 33 verdiepingen en heeft een hoogte van 119 meter.
450 Park Avenue heeft een stalen skelet met betonnen vloeren. De buitenkant wordt gedomineerd door zwart graniet en glas. Het gebouw is ontworpen door Emery Roth & Sons en ontwikkeld door Peter Sharp. Naast het gebouw bevindt zich een pleintje, dat een zogenaamde Privately Owned Public Space is, met enkele bankjes.

## Geschiedenis
In juni 2002 werd 450 Park Avenue door Taconic Investment Partners LLC gekocht. Dat bedrijf besteedde ongeveer $13 miljoen aan de renovatie van de lobby, het vervangen van de liften en het herinrichten van de openbare ruimtes.
Vijf jaar later, in juni 2007, werd 450 Park Avenue voor $509 miljoen door Somerset Partners gekocht, wat een prijs van $1566 per vierkante voet betekende. Daarmee was het de hoogste prijs per vierkante voet voor een kantoorgebouw in de Verenigde Staten. Om het gebouw te betalen sloot Somerset Partners een lening af ter waarde van $175 miljoen. In de zomer van 2008 werd ook het hoofdkantoor van die firma naar het gebouw verplaatst.
Op 30 oktober 2010 werd er op de eerste drie verdiepingen van 450 Park Avenue een vestiging van veilinghuis Phillips de Pury geopend. Op 8 november van dat jaar werd er de eerste veiling gehouden. Het veilinghuis beslaat een oppervlakte van bijna 2000 m².
In februari 2014 werd 450 Park Avenue nogmaals verkocht. Ditmaal waren Crown Acquisitions en de Oxford Properties Group de kopers. Zij kochten het gebouw voor $545 miljoen.

## Ligging
450 Park Avenue is gelegen in Midtown Manhattan aan Park Avenue tussen East 56th Street en East 57th Street. Er bevinden zich vier metrostations in de directe omgeving van de toren. Dat zijn: het drie blokken noordelijker en het twee blokken westelijker gelegen 5th Avenue aan lijnen N, Q en R, het twee blokken westelijker gelegen 57th Street aan lijn F, het drie blokken zuidelijker en één blok westelijker gelegen 5th Avenue/53rd Street aan lijnen E en M en het twee blokken oostelijker en drie blokken noordelijker gelegen Lexington Avenue/59th Street aan de lijnen 4, 5, 6, 6d, N, Q en R. 450 Park Avenue grenst aan twee gebouwen, namelijk in het zuidwesten aan 432 Park Avenue en in het westen aan een vestiging van Turbull & Asser. Aan de andere kant van East 57th Street bevindt zich het Davies Building en aan de andere kant van Park Avenue bevindt zich 445 Park Avenue. Andere opvallende gebouwen in de directe omgeving van 450 Park Avenue zijn de 58 verdiepingen tellende Trump Tower, het 52 verdiepingen tellende Four Seasons Hotel New York, de 37 verdiepingen tellende Sony Tower en het 50 verdiepingen tellende General Motors Building.